# Viktor Eržen (prevajalec)
Viktor Eržen, slovenski študent prava in prevajalec, * 4. junij 1857, Razdrto, † 31. oktober 1881, Ljubljana.  

## Življenje in delo
Po končani ljudski šoli je obiskoval gimnazijo v Ljubljani, Kranju in na Reki, kjer je 1878 maturiral ter nato na Dunaju študiral pravo, zbolel za tuberkolozo in študija ni končal.
Od leta 1874 je s prevodi in raznimi kratkimi članki sodeloval pri raznih ljubljanskih listih: Vrtcu, Zori, Besedniku, Slovencu, tudi Ljubljanski zvon ga našteva v imeniku sodelacev. Prevajal je zlasti iz srbohrvaščine italijanščine, francoščine in nemščine gledališke igre za Dramatično društvo, ki je v letih 1876–1881 natisnilo 7 njegovih prevodov. V samozaložbi je izdal droben zvezek Zbirke štirih na slovenski jezik preloženih povestij (1881).